# Boris Kuzniecow (bokser)
Boris Gieorgijewicz Kuzniecow (ros. Борис Георгиевич Кузнецов; ur. 23 lutego 1947 w Astrachaniu, zm. 3 maja 2006) – radziecki bokser kategorii koguciej, złoty medalista igrzysk olimpijskich w Monachium (1972, w drodze do finału pokonał m.in. Ryszarda Tomczyka). W 1974 roku na mistrzostwach świata w Hawanie zdobył srebrny medal.